# Ubaldo Aquino
Ubaldo Aquino Valdezano (San Pedro del Ycuamandiyú, 2 de maio de 1958) é um ex-árbitro de futebol paraguaio. Ao longo de sua carreira dirigiu numerosos encontros, tanto locais como internacionais, entre os que destacam duas partidas da Copa Mundial de Futebol de 2002: o Alemanha 8-0 Arábia Saudita, e Suécia 1-2 Senegal. Ubaldo Aquino ficou tambem conhecido pela mais que polêmica arbitragem em Boca Juniors 2x2 Palmeiras no jogo de ida da semifinal da Copa Libertadores da América de 2001, em Buenos Aires. Na ocasião, Aquino marcou pênalti inexistente sobre o atacante paraguaio Barijho, do Boca, e deixou de marcar penalidade máxima do goleiro xeneize Óscar Córdoba sobre o volante palmeirense Fernando. O ex-árbitro teria ainda dito ao então treinador palmeirense Celso Roth que o resultado fora "bom para todo mundo".
Depois de anunciar sua aposentadoria, Aquino trabalhou como diretor da Direção de Árbitros da Associação Paraguaia de Futebol, entre 2007 e 2014.

## Copa América 1999
| 4 de julho    | Argentina | 0 – 3 | Colômbia                                       | Estádio Feliciano Cáceres, Luque |
| 18:10 (UTC-3) |           |       | I. Córdoba 10' (pen) · Congo 79' · Montaño 87' | Árbitro: PAR Ubaldo Aquino       |

| 13 de julho   | Uruguai   | 1 – 1 | Chile        | Estádio Defensores del Chaco, Assunção |
| 22:10 (UTC-3) | Lembo 23' |       | Zamorano 63' | Árbitro: PAR Ubaldo Aquino             |

|                                             |       | Penalidades               |  |
| Del Campo Guigou Alonso Zalayeta Magallanes | 5 – 3 | Vargas Aros Pizarro Reyes |  |

## Copa América 2001
| 14 de julho   | Colômbia        | 1 – 0 | Equador | Estádio Metropolitano Roberto Meléndez, Barranquilla |
| 18:30 (UTC-5) | Aristizábal 29' |       |         | Árbitro: PAR Ubaldo Aquino                           |

| 23 de julho   | Honduras                             | 2 – 0 | Brasil | Estádio Palogrande, Manizales |
| 19:45 (UTC-5) | Belletti 57' (g.c.) · Martinez 90+4' |       |        | Árbitro: PAR Ubaldo Aquino    |

| 29 de julho   | Colômbia    | 1 – 0 | México | Estádio El Campín, Bogotá  |
| 16:30 (UTC-5) | Córdoba 65' |       |        | Árbitro: PAR Ubaldo Aquino |

## Copa do Mundo 2002

### Alemanha 8 - 0 Arábia Saudita
Uma partida sem maiores incidentes. Apesar da goleada, os sauditas deram lição de fair play, e não cometeram nehuma atitude antidesportiva. O paraguaio desempenhou-se excelentemente bem.
| 1 de junho      | Alemanha                                                                                       | 8 – 0 | Arábia Saudita | Sapporo Dome, Sapporo                      |
| 20:30 Histórico | Klose 20', 25', 70' · Ballack 40' · Jancker 45+1' · Linke 73' · Bierhoff 84' · Schneider 90+1' |       |                | Público: 32 218 Árbitro: PAR Ubaldo Aquino |

### Suécia 1 - 2 Senegal
Não foi tão tranquila a partida que teve dirigir nas oitavas de final entre os suecos e os senegaleses. Numa partida equilibrada até o final, empate em 1-1. Na prorrogação os africanos conseguiram converter o gol de ouro que lhes dava o passe as quartas. Nesta partida, o paraguaio teve uma boa atuação; mas não foi escolhido para arbitrar nenhuma partida mais.
| 16 de junho | Suécia      | 1 – 2 (pro) | Senegal          | Stadium Big Eye, Oita                      |
| 15:30       | Larsson 11' |             | Camara 37', 104' | Público: 39 747 Árbitro: PAR Ubaldo Aquino |